# San Juan Bautista de Corias

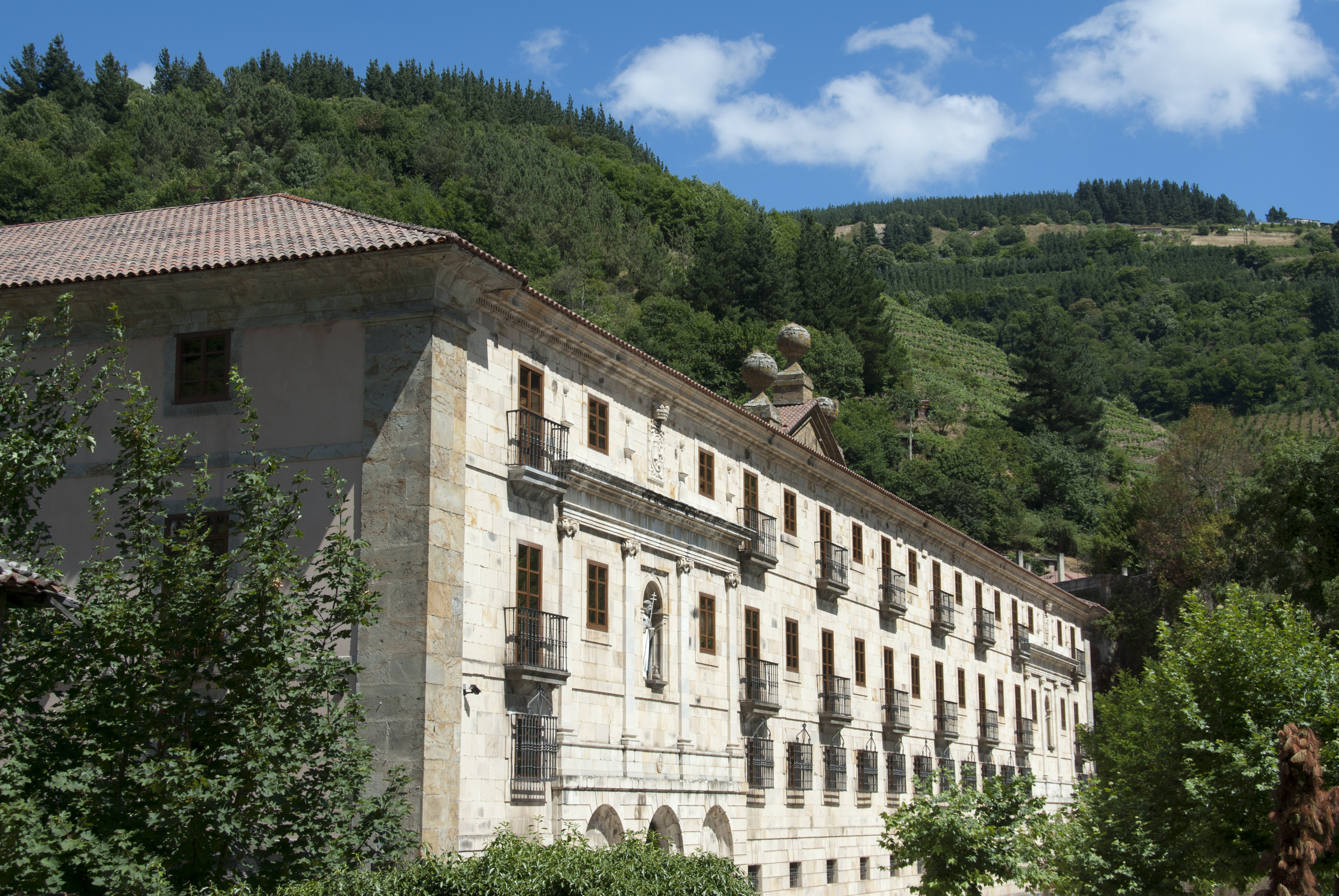
Kloster San Juan Bautista de Corias

Das Kloster San Juan Bautista de Corias (asturisch San Xuan Bautista de Courias) ist ein ehemaliges Kloster der Benediktiner und später ab dem 19. Jahrhundert der Dominikaner in Corias auf dem rechten Ufer des Flusses Narcea in der Provinz Asturien. Bekannt ist es unter dem Namen asturischer Escorial, weil hier König Bermudo I. von Asturien († 797) mit seiner Familie begraben wurde.

## Geschichte
Das Kloster wurde 1032 gegründet durch eine Landschenkung des Grafen Piñolo Jiménez (Piniolo) und seiner Gattin Aldonza Muñoz, wohlhabenden Adligen aus dem Königreich León. Der romanische Klosterbau wurde 1043 vollendet. Erster Abt war Arias Cromaz, ein Verwandter von Oveco, dem früheren Bischof von Oviedo. Im 12. und 13. Jahrhundert umfasste das Kloster großen Landbesitz in Westasturien und im Königreich León. Die Mönche führten Weinbau ein und zeigten neue Wege der Viehhaltung auf.

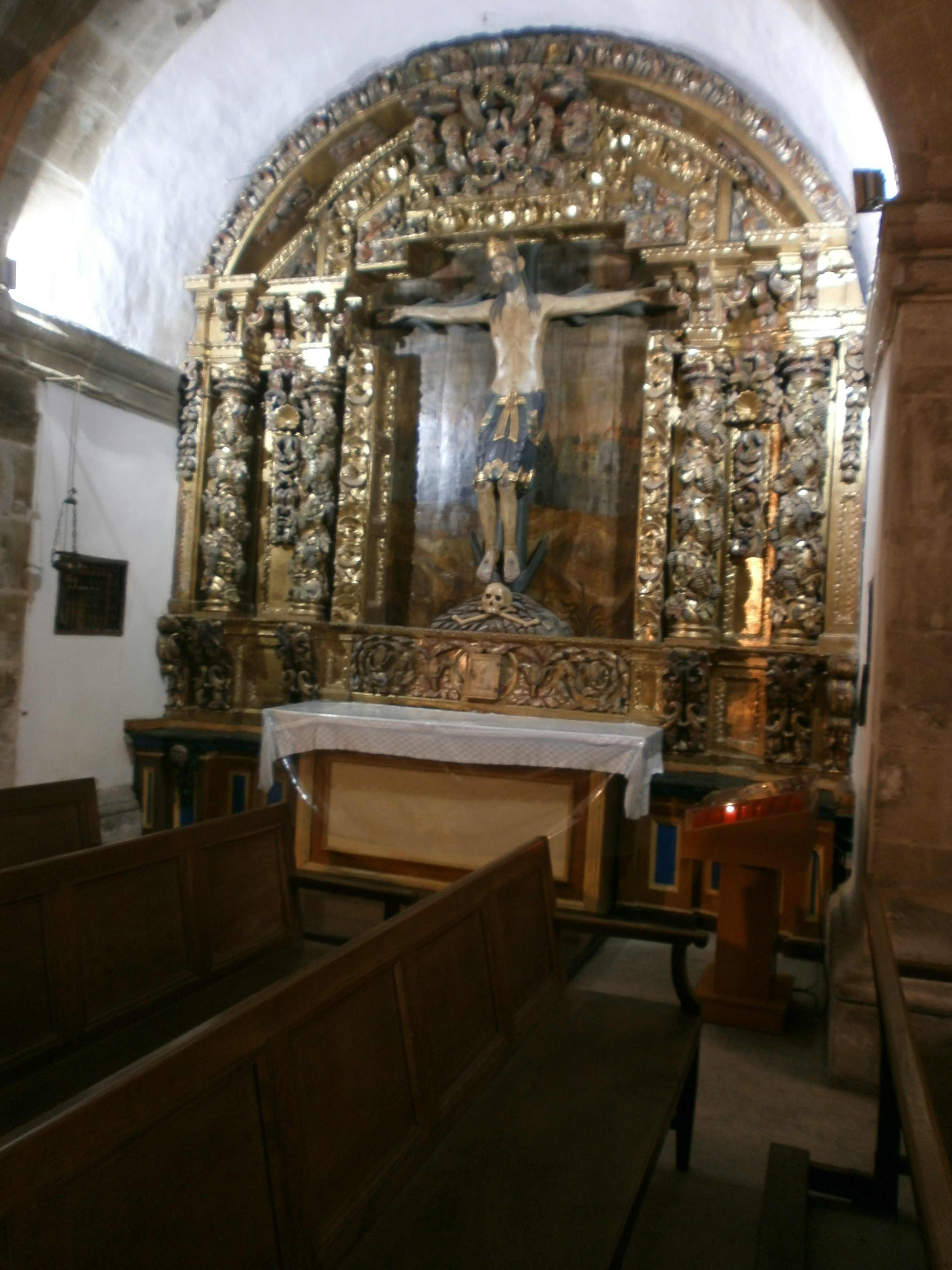
Christus von Cantonada (12. Jh.)

Ein großes Feuer zerstörte 1763 das Gebäude mit Ausnahme der Kirche aus dem 16. Jahrhundert und der Sakristei. Das Kloster wurde im neoklassizistischen Stil wieder aufgebaut. Unter den Kirchenschätzen ist ein wertvolles Kruzifix Christus von Cantonada.
Der Dominikanerorden unterhielt ab 1860 im Kloster sein Noviziat und einen Konvent zur Missionarsausbildung. Im Spanischen Bürgerkrieg wurden mehrere Brüder im Konvent im August 1936 verhaftet und am Ende in Sama de Langreo ermordet. Heute gibt es dort keinen Konvent mehr.
Das Gebäude wurde 2006 bis 2012 renoviert, um als Parador zu dienen.